# Бонтон у контексту инвалидитета
Бонтон у контексту инвалидитета је скуп смерница које се посебно баве начином приступа особи са инвалидитетом. Не постоји консензус о томе када је ова фраза први пут ушла у употребу иако се верује да је настала из Покрета за права особа са дисабилитетом који је започео раних 1970-их. 

## Смернице
Већина смерница је засновано на принципу „Не претпостављајте” са циљем да се надограде стварни и уочени недостаци у начину на који друштво у целини третира особе са инвалидитетом. Могу се поделити у неколико општих категорија:
- „Не претпостављајте да”
  - „особа са инвалидитетом жели или јој је потребна помоћ”[1]
  - „је одбијање помоћи лична увреда”
  - „по прихватању ваше помоћи знате, а да вам није речено, коју услугу да извршите”
  - „особа за коју се чини да има једну врсту инвалидитета има и друге”
  - „је особа са инвалидитетом незадовољна својим квалитетом живота, па стога тражи сажаљење”
  - „се особа са инвалидитетом лако може увредити”
  - „да особа која не изгледа инвалидно или која користи помоћне уређаје повремено уместо стално глуми или замишља свој инвалидитет”
  - „сапутници који прате особу са инвалидитетом су ту искључиво да пруже услугу”
  - „особа са инвалидитетом ће бити пријемчива за лична питања, посебно у јавном окружењу”
  - „када је особа са инвалидитетом на јавном месту да је у пратњи чувара уместо да путује сама”

Свака категорија обухвата специфична „правила”. На пример, последња два би укључивала смернице као што су:
- „Постављајте питања особи са инвалидитетом, а не њеним сапутницима”.
- „Предајте намирнице или рачуне особи која их плаћа”.
- „Постављајте питања о инвалидитету особи само ако је познајете”.

Људи који пишу о специфичном инвалидитету су изнели своје смернице. Корисници инвалидских колица могу, на пример, укључити правило „не хватајте ручке инвалидских колица без дозволе”. Особе са оштећеним видом често наводе захтев да се „представите када уђете у собу”.

## Језик
Као и многе друге мањинске групе, особе са инвалидитетом се не слажу увек око тога шта је политички коректан језик, а многи могу имати супротстављене ставове о томе шта више воле. Некима ће можда више пријати да се о њима говори као о „особи са сметњама у развоју” или „особи са посебним потребама”, а не као о „особи са инвалидитетом”. Из језика којим неко говори о свом инвалидитету може се препознати да ли припада и верује медицинском или социјалном моделу инвалидитета.